# Chris Wood (acteur)
Pour les articles homonymes, voir Chris Wood, Christopher Wood et Wood.
Christopher Chris Charles Wood, est un acteur américain, né le 14 avril 1988 à Dublin, dans l'Ohio aux États-Unis. 
Il est surtout connu pour avoir tenu le rôle de Malachai « Kai » Parker dans les séries Vampire Diaries et Legacies, celui de Jake dans Alerte Contagion et celui de Mon-El alias Mike Matthew dans la série Supergirl.

## Biographie

### Enfance
Christopher ''Chris'' Charles Wood est né le 14 avril 1988 à Dublin dans l'Ohio aux États-Unis.

### Vie privée
Depuis janvier 2017, il est en couple avec l'actrice Melissa Benoist, rencontrée sur le tournage de la série télévisée Supergirl. Ils annoncent leurs fiançailles le 11 février 2019 sur leurs comptes Instagram. Ils se sont mariés le 1er Septembre 2019 à Ojai, en Californie. Le 4 mars 2020, le couple a annoncé qu'ils attendaient leur premier enfant. Le 25 septembre, il annonce sur les réseaux sociaux la naissance de son fils Huxley Robert Wood, qui a déjà quelques semaines. 
Il a également été ami avec l'acteur Grant Gustin à l'université et ils se sont retrouvés en 2017 sur le tournage du crossover musical de Supergirl et Flash,,.

### Formation
Il a fréquenté l'Université d'Elon en Caroline du Nord, où il est diplômé en 2010 avec un baccalauréat en Beaux Arts de Théâtre Musical.
Chris Wood est également un ambassadeur actif pour Mental Health America (la santé mentale en Amérique) et préconise d'en finir avec le stigmate qui entoure la maladie mentale, ayant perdu son père à la suite d'un état non-traité. En octobre 2017, Wood a lancé son site Web «I Don't Mind» qui vise à mettre un terme à la stigmatisation de la maladie mentale.

### Carrière
Après ses études, il a joué Melchior dans la tournée nationale de Spring Awakening. Chris Wood a lancé sa carrière d'acteur en 2013, à l'âge de 25 ans, avec le téléfilm Browsers. Par la suite, en septembre 2013, il a rejoint le casting de la série The Carrie Diaries dans la deuxième saison. 
C'est en juillet 2014 que sa carrière va connaître un nouvel élan quand il décroche le rôle récurrent de Malachai « Kai » Parker, le principal antagoniste de la saison 6 de Vampire Diaries aux côtés de Nina Dobrev, Paul Wesley, Ian Somerhalder et Candice Accola. Il jouera à nouveau dans quelques épisodes de la saison 8 (et dernière saison) de la série développée par Julie Plec et Kevin Williamson.
Il est également apparu dans un rôle d'invité comme Paul, dans la saison 3 épisode 7 de Girls. Grâce à son talent, il décroche en février 2015, le rôle de Jake Riley dans la mini-série de Julie Plec, Alerte Contagion. En avril 2016, il est également choisi pour apparaître dans 2 épisodes de la saison 2 de la série Mercy Street (en) diffusée sur PBS. 
Le 20 juillet 2016, il obtient le rôle principal de Mon-El / Mike Mathews dans la série Supergirl à partir de la saison 2, aux côtés de Melissa Benoist, Chyler Leigh et Mehcad Brooks. La série est basée sur le personnage de Kara Zor-El / Supergirl, cousine de Superman.
En janvier 2020, il est révélé qu'il reprendra le rôle de Malachai « Kai » Parker pour seulement 2 épisodes dans Legacies, série spin-off de Vampire Diaries et The Originals.

## Filmographie

### Cinéma
- 2019 : Jay and Silent Bob Reboot de Kevin Smith : lui-même

#### Court métrage
- 2010 : The Magazine Girl de Peyton Lea et Edward Schmit : Devin

### Télévision

#### Téléfilm
- 2013 : Browsers de Don Scardino : Justin
- 2021 : Un Amour de boulanger (The Baker's Son) : Dwayne

#### Séries télévisées
- 2021 : Les Maîtres de l'univers : Révélation (Masters of the Universe: Revelation) : Musclor[14]
- 2020 : Legacies : Malachai « Kai » Parker (saison 2 épisodes 12 & 13)
- 2017 : Mercy Street (en) : Captain Lance Van Der Berg (2 épisodes)
- 2017 : Flash : Mon-El / Tommy Moran (saison 3, épisode 17)
- 2016-2018 / 2020-2021 : Supergirl : Mon-El (rôle principal, saisons 2 et 3 - 45 épisodes)
- 2016 : Comedy Bang! Bang! (en) : Perry Daffodil (épisode 3, saison 5)
- 2016 : Alerte Contagion : Jake Riley (13 épisodes)
- 2014-2015 / 2017 : Vampire Diaries : Malachai « Kai » Parker (19 épisodes - saison 6, rôle récurrent et invité saison 8, épisodes 12, 13 et 14)
- 2014 : Girls : Paul (épisode 7, saison 3)
- 2013-2014 : The Carrie Diaries : Adam Weaver (6 épisodes)
- 2013 : Major Crimes : Brandon North (épisode 11, saison 2)

## Récompenses et nominations
| Année | Récompenses                          | Nommé                                   | Série           | Nomination | Ref.   |
| ----- | ------------------------------------ | --------------------------------------- | --------------- | ---------- | ------ |
| 2015  | 17e cérémonie des Teen Choice Awards | Meilleur Méchant                        | Vampire Diaries | Nomination | [ 15 ] |
| 2017  | 19e cérémonie des Teen Choice Awards | Meilleur acteur dans une série d'action | Supergirl       | Nomination | [ 16 ] |
| 2017  | 19e cérémonie des Teen Choice Awards | Meilleur Baiser (avec Melissa Benoist)  | Supergirl       | Nomination | [ 16 ] |
| 2017  | 19e cérémonie des Teen Choice Awards | Meilleur Ship (avec Melissa Benoist)    | Supergirl       | Nomination | [ 16 ] |
| 2018  | 20e cérémonie des Teen Choice Awards | Meilleur acteur dans une série d'action | Supergirl       | Nomination | [ 17 ] |

## Voix françaises
En France, Yoann Sover et Julien Allouf sont les voix françaises récurrentes de Chris Wood.
- Julien Allouf dans (les séries télévisées) :
  - Alerte Contagion
  - Supergirl
  - Flash
- Yoann Sover dans (les séries télévisées) :
  - Vampire Diaries
  - Legacies

Et aussi
- Jonathan Dos Santos dans Un Amour de boulanger (téléfilm)